# Nsima Peter
Nsima Peter, född 28 december 1988, är en nigeriansk fotbollsspelare som spelar för Stafsinge IF.

## Karriär
Peters moderklubb är Wikki Tourists FC. 2011 kom han till Sverige och Kristianstads FF. I sin första match från start gjorde han ett hattrick mot IK Oddevold. Den 29 september 2012 gjorde han återigen ett hattrick, denna gång mot Karlstad BK i en match som slutade med en 3–1-vinst för KFF.
I februari 2013 skrev han på ett treårskontrakt med Varbergs BoIS. I december 2016 värvades Peter av IK Frej, där han skrev på ett ettårskontrakt med option på ytterligare ett år, kontraktet förlängdes sedan över säsongen 2018.
Den 18 november 2018 värvades Peter av Falkenbergs FF, där han skrev på ett tvåårskontrakt. Efter säsongen 2020 fick Peter inte förnyat kontrakt och han lämnade därmed klubben. I januari 2021 skrev han på för turkiska Akhisar Belediyespor. I augusti 2021 återvände Peter till Falkenbergs FF, där han skrev på ett 1,5-årskontrakt. Falkenberg blev nedflyttade från Superettan 2021 och efter säsongen lämnade Peter klubben.
I februari 2022 värvades Peter av Utsiktens BK, där han skrev på ett ettårskontrakt. I januari 2023 värvades Peter av Unirea Slobozia i rumänska andraligan. I mars 2023 återvände Peter till Sverige för spel i Nordic United. I mars 2024 skrev han på för division 3-klubben Stafsinge IF.

## Karriärstatistik
| Klubb                | Säsong             | Liga                          | Liga    | Liga | Nationell cup | Nationell cup | Övrigt  | Övrigt | Totalt  | Totalt |
| Klubb                | Säsong             | Division                      | Matcher | Mål  | Matcher       | Mål           | Matcher | Mål    | Matcher | Mål    |
| -------------------- | ------------------ | ----------------------------- | ------- | ---- | ------------- | ------------- | ------- | ------ | ------- | ------ |
| Kristianstads FF     | 2011               | Division 1 Södra              | 19      | 10   | 0             | 0             | —       | —      | 19      | 10     |
| Kristianstads FF     | 2012               | Division 1 Södra              | 24      | 9    | 2             | 0             | —       | —      | 26      | 9      |
| Kristianstads FF     | Totalt             | Totalt                        | 43      | 19   | 2             | 0             | —       | —      | 45      | 19     |
| Varbergs BoIS        | 2013               | Superettan                    | 19      | 2    | 4             | 1             | 1       | 0      | 24      | 3      |
| Varbergs BoIS        | 2014               | Superettan                    | 23      | 8    | 0             | 0             | —       | —      | 23      | 8      |
| Varbergs BoIS        | 2015               | Superettan                    | 27      | 7    | 4             | 2             | —       | —      | 31      | 9      |
| Varbergs BoIS        | 2016               | Superettan                    | 26      | 10   | 3             | 2             | —       | —      | 29      | 12     |
| Varbergs BoIS        | Totalt             | Totalt                        | 95      | 27   | 11            | 5             | 1       | 0      | 107     | 32     |
| IK Frej              | 2017               | Superettan                    | 26      | 8    | 0             | 0             | 2       | 0      | 28      | 8      |
| IK Frej              | 2018               | Superettan                    | 24      | 10   | 4             | 1             | —       | —      | 28      | 11     |
| IK Frej              | Totalt             | Totalt                        | 50      | 18   | 4             | 1             | 2       | 0      | 56      | 19     |
| Falkenbergs FF       | 2019               | Allsvenskan                   | 23      | 4    | 2             | 2             | —       | —      | 25      | 6      |
| Falkenbergs FF       | 2020               | Allsvenskan                   | 21      | 3    | 4             | 2             | —       | —      | 25      | 5      |
| Falkenbergs FF       | Totalt             | Totalt                        | 44      | 7    | 6             | 4             | —       | —      | 50      | 11     |
| Akhisar Belediyespor | 2020/2021          | TFF 1. Lig                    | 13      | 2    | 0             | 0             | —       | —      | 13      | 2      |
| Falkenbergs FF       | 2021               | Superettan                    | 11      | 2    | 1             | 1             | —       | —      | 12      | 3      |
| Utsiktens BK         | 2022               | Superettan                    | 22      | 4    | 1             | 1             | —       | —      | 23      | 5      |
| Nordic United        | 2023               | Ettan Norra                   | 23      | 6    | 2             | 3             | 2       | 0      | 27      | 9      |
| Stafsinge IF         | 2024               | Division 3 Sydvästra Götaland | 1       | 0    | 0             | 0             | —       | —      | 1       | 0      |
| Totalt i karriären   | Totalt i karriären | Totalt i karriären            | 302     | 85   | 27            | 15            | 5       | 0      | 334     | 100    |

1. ↑  Nedflyttningskvalmatch mot IK Oddevold.[18]
2. ↑  Nedflyttningskvalmatcher mot Akropolis IF.[19][20]
3. ↑  Uppflyttningskvalmatcher mot Örgryte IS.[21][22]